# Johan Simons
Johan Simons (Heerjansdam, 1 september 1946) is een Nederlands theater- en operaregisseur en artistiek leider (intendant). Hij leidde de theatergroepen Hollandia, ZT Hollandia en NTGent. Tot 2015 was hij artistiek leider van de Münchner Kammerspiele. In 2015-2017 gaf hij leiding aan de Ruhrtriennale, een kunstenfestival in het Ruhrgebied. Vanaf het seizoen 2018-2019 is hij intendant van het Schauspielhaus in Bochum. Johan Simons won meerder theaterprijzen en geldt als een vooraanstaand theatermaker in de Nederlands- en Duitstalige gebieden.

## Biografische schets
Johan Simons groeide op in Heerjansdam. Op zijn zesde maakte hij de Watersnoodramp van 1953 mee, een gebeurtenis die hem als kunstenaar blijvend zou inspireren. Hij kreeg zijn opleiding aan de Rotterdamse Dansacademie (nu: Codarts). In 1969 en 1970 danste en zong hij in de musical "Hair" van Victor Spinelli. Later volgde hij de acteursopleiding aan de Toneelacademie Maastricht, waar zijn talent als regisseur werd opgemerkt. In Maastricht was hij tevens enkele jaren werkzaam als regiedocent.
Johan Simons woont met zijn echtgenote, de actrice Elsie de Brauw, en kinderen in het Betuwse dorp Varik.

## Theater

### Nederland en Vlaanderen
In 1976 begon hij zijn acteurs- en regisseurscarrière bij de Haagse Comedie. In 1979 was hij mede-oprichter van het Wespetheater, een acteurscollectief in de geest van Het Werkteater. Na de opheffing van het Wespetheater in 1982 richtte Simons het Regiotheater op. In 1985 richtte hij samen met Paul Koek Theatergroep Hollandia op, een fusie van het Wespetheater en Theaterensemble Acht Oktober. Vanaf dat moment legde hij zich volledig toe op het regisseren, eerst bij Hollandia, daarna bij het fusiegezelschap ZT Hollandia en vanaf 2005 bij NTGent. Belangrijke voorstellingen die hij met deze gezelschappen maakte waren "Prometheus", "Perzen", "Bacchanten", "Twee stemmen", "De val van de goden", "Ongebluste kalk", "Gen", "De asielzoeker", "Platform" en "Oresteia".

#### Hollandia
Gedurende zijn periode met Hollandia legde Simons zich voornamelijk toe op boerenstukken van onder andere Frans Xaver Kroetz en Herbert Achternbusch, en op Griekse tragedies. Samen met Paul Koek als componist en co-regisseur ontwikkelde Simons muziektheater op locatie. Ver van de gevestigde theatersteden, diep in het platteland, in tuinderskassen en autosloperijen, onder bruggen en op verlaten parkings werden de voorstellingen van Hollandia geproduceerd en gespeeld. "We wilden theater maken voor mensen die nooit een voet in een schouwburg zouden zetten", zou Simons daar later over zeggen. "Maar dat is nooit echt gelukt, we werden een hype en onze tribunes zaten vol gegoede Amsterdamse burgers."

#### NTGent
Later, in zijn periode bij ZT Hollandia (2001-2005) en bij NTGent (2005-2010), legde Simons zich meer en meer toe op het portretteren van de hedendaagse machthebbers en op het thema van de nieuwe mens. Simons liet het locatietheater grotendeels achter zich en maakte in Gent theater in de schouwburg op het Sint-Baafsplein. Hij stelde een volledig nieuw ensemble samen, bestaande uit Nederlanders (oude vertrouwelingen van Hollandia en jonge talenten) en Vlaamse acteurs. Acteursgroep Wunderbaum (vroeger bekend als Jonghollandia), een jong Vlaams-Nederlands gezelschap, werd uitgenodigd om onder de vleugels van NTGent voorstellingen op locatie en in de zaal te produceren. Zowel NTGent als Wunderbaum werden onder het directeurschap van Simons verschillende keren voor het Vlaamse en het Nederlandse Theaterfestival uitgenodigd.

### Duitsland
Sedert 2000 kreeg Simons internationale waardering voor zijn toneelregies en werd hij regelmatig uitgenodigd voor gastregies bij toonaangevende Duitstalige gezelschappen, onder andere bij het Schauspielhaus Zürich ("Tragbar", 2001; "Elementarteilchen", 2005), Schauspielhaus Stuttgart ("Hannibal", 2002) en de Münchner Kammerspiele ("Anatomie Titus", 2004, uitgenodigd voor het Berliner Theatertreffen; "Die Zehn Gebote", 2005). Tussen 2002 en 2009 waren er negen producties van Simons op de RuhrTriennale te zien, onder andere "Fall der Götter", "Sentimenti", "Das Leben ein Traum" en "Vergessene Straße".

#### Münchner Kammerspiele
Sinds het seizoen 2010-2011 was Johan Simons intendant van het Duitse theatergezelschap Münchner Kammerspiele, als opvolger van de Duitse intendant Frank Baumbauer. Daar regisseerde hij onder andere de voorstellingen "Dantons Tod" van Georg Büchner, "Gesäubert / Gier / 4.48 Psychose" van Sarah Kane en "Die Strasse. Die Stadt. Der Überfall" van Elfriede Jelinek. Die laatste beide voorstellingen werden uitgenodigd op het Berliner Theatertreffen.
Simons' grote strijdpunt in München was de ontwikkeling van een internationaal acteursensemble, en het openbreken van het repertoiresysteem. Onder Simons' beleid kwamen er anderstalige acteurs in het ensemble en werd er behalve teksttheater ook dans geproduceerd. De gekende productiemethodes konden indien nodig worden afgewisseld met andere werkmechanismen. Simons introduceerde de Spielhalle, een flexibele speelruimte waar regisseurs veel productionele vrijheid konden genieten.
In 2013, het jaar waarin de Münchner Kammerspiele hun honderdjarig bestaan vierden, verkoos het theatermagazine Theater Heute Simons' gezelschap tot "Theater des Jahres".
In hetzelfde jaar maakte Simons bekend dat hij zijn contract dat tot 2015 liep, niet zou verlengen. De Duitse dramaturg en intendant Matthias Lilienthal werd als zijn opvolger aangeduid.

## Opera
Naast toneel regisseerde Simons ook opera's: Simon Boccanegra (Opéra Bastille, 2006) en Die Entführung aus dem Serail (De Nederlandse Opera, 2008), Fidelio (Opéra national de Paris, 2008), Hertog Blauwbaards burcht (Salzburger Festspiele, 2008), Boris Godunov (Teatro Real, Madrid, 2012).

## Televisie
Van 2008 tot in 2010 volgde de Nederlandse documentairemaakster Ireen van Ditshuyzen Johan Simons in Vlaanderen, Nederland, Frankrijk en Duitsland bij repetities, vergaderingen, reisvoorstellingen en bij zijn familie thuis. Ze maakte een documentaire met als titel Zeg dat het goed komt, waarin zijn vrouw alsook acteurs als Wim Opbrouck, Pierre Bokma, Jeroen Willems en Chris Nietvelt aan het woord komen over het werken en leven met Simons.
Op 18 augustus 2013 was Simons de gast in het tv-programma Zomergasten van de VPRO. NRC Handelsblad schreef over deze aflevering: "Eindelijk een perfecte Zomergasten".

## Erkenning en prijzen
- In 2000 namen Johan Simons en Paul Koek in het Italiaanse Taormina de Europese prijs voor Vernieuwing in het Theater in ontvangst.
- In 2004 kreeg Simons de Prijs van de Kritiek, uitgereikt door de Kring van Nederlandse theatercritici. In hetzelfde jaar werd zijn voorstelling Elementarteilchen, gemaakt bij het Schauspielhaus Zürich, met de Oostenrijkse Nestroy-prijs bedeeld. Bovendien werd hij door het tijdschrift Theater heute tot "Regisseur des Jahres" benoemd.
- In 2007 ontving Simons de Dr. J.P. van Praag-prijs van het Humanistisch Verbond, dat hem omschreef als een toneelmaker die "getuigenis aflegt van zijn bewogenheid met wat er tussen mensen en in de samenleving gebeurt".
- In 2009 verleende de Universiteit Gent een eredoctoraat aan Johan Simons voor de manier waarop hij het NTGent nieuw leven had ingeblazen.
- Sinds 2010 in hij lid van de Akademie der Künste in Berlijn.
- In 2014 ontving Simons de Prins Bernhard Cultuurfonds Prijs "voor zijn grote verdiensten voor de theaterkunst in binnen- en buitenland". In hetzelfde jaar kreeg hij de Theaterpreis Berlin[3] en werd hij benoemd tot lid van de Nederlandse Akademie van Kunsten.
- In 2017 werd de Otto von der Gablentzprijs aan hem toegekend.

- Bibliothèque nationale de France: cb146579557 (data)
- Digitale Bibliotheek voor de Nederlandse Letteren: simo103
- Gemeinsame Normdatei: 135998948
- International Standard Name Identifier: 0000 0000 7845 0133
- Nationale Bibliotheek van Tsjechië: av20191047163
- Nationale Bibliotheek van Israël: 987007426305305171
- Nationale Bibliotheek van Polen: a0000002759954
- Nederlandse Thesaurus van Auteursnamen: 115876146
- RKD-Nederlands Instituut voor Kunstgeschiedenis: 369214
- Système universitaire de documentation: 184920949
- Virtual International Authority File: 80417883
- WorldCat: E39PBJjHfBGrgFY8hQMHcfRtKd